# 小笠原長次
小笠原 長次（おがさわら ながつぐ）は、江戸時代前期の譜代大名。播磨国龍野藩主、のち豊前国中津藩初代藩主。忠脩系小笠原家初代。

## 生涯
小笠原忠脩の長男として生まれる。父は慶長20年（1615年）5月7日の大坂夏の陣で戦死したが、長次は父親が死んだ後の5月25日に生まれた息子である。忠脩は小笠原秀政の嫡男で、本来なら小笠原本家の家督を継ぐ身分であったが、夏の陣で秀政・忠脩は共に戦死し、長次もまだ生まれていなかったため、小笠原家の家督は忠脩の弟で長次の叔父に当たる忠真が継ぐこととなった。生後、長次は忠真のもとで養育された。
寛永3年（1626年）9月16日、長次は播磨龍野5万石に本多忠刻の正室・千姫の化粧料10万石のうち1万石を与えられ、計6万石をもって入封する。寛永4年（1627年）に元服する。寛永6年（1629年）10月18日に従五位下・信濃守に叙位・任官する。
寛永9年（1632年）、2万石の加増を受けて豊前中津8万石に加増移封となる。寛永14年（1637年）には島原の乱鎮圧に参加した。藩政では新田開発に尽力した
寛文6年（1666年）5月29日に中津で死去した。享年52。跡を次男の長勝が継いだ。

## 系譜
- 父：小笠原忠脩（1595年 - 1615年）
- 母：亀姫（円照院）（1597年 - 1643年） - 徳川家康養女、本多忠政次女
- 正室：慶寿院 - 松平康重娘
  - 長男：小笠原長章（1637年 - 1675年）
- 側室：北の丸 - 陽玄院
  - 次男：小笠原長勝（1646年 - 1682年）
- 側室：利相院
  - 長女：金姫（? - 1703年） - 蜂須賀光隆正室
- 生母不明の子女
  - 女子：森忠継正室
  - 女子：慈光院覚宗玄正 - 岩城景隆正室